# Białki (powiat Siedlecki)
Białki is een plaats in het Poolse district  Siedlecki, woiwodschap Mazovië. De plaats maakt deel uit van de gemeente Siedlce en telt 721 inwoners.